# Llista de topònims de Massoteres
Llista de topònims (noms propis de lloc) del municipi de Massoteres, a la Segarra
Informació actualitzada per un bot. Els canvis manuals es perdran quan s'actualitzi!

## cabana
| imatge | Nom                    | Ubicat a   | instància de | Detalls       | coordenades                                                                  | Protecció | Commons (més fotos) | Dades a WD                    |
| ------ | ---------------------- | ---------- | ------------ | ------------- | ---------------------------------------------------------------------------- | --------- | ------------------- | ----------------------------- |
|        | cabana de l'Argeric    | Massoteres | cabana       |               | 41° 49′ 06″ N, 1° 18′ 17″ E / 41.8183013938247°N,1.30463658990321°E 498 msnm |           |                     | Modifica les dades a Wikidata |
|        | cabana del Cases       | Massoteres | cabana       |               | 41° 47′ 47″ N, 1° 19′ 53″ E / 41.7963650222342°N,1.3313207308012°E 527 msnm  |           |                     | Modifica les dades a Wikidata |
|        | cabana del Miquel      | Massoteres | cabana       |               | 41° 47′ 03″ N, 1° 19′ 28″ E / 41.7842033056556°N,1.32431978066229°E 563 msnm |           |                     | Modifica les dades a Wikidata |
|        | cabana del Pintor      | Massoteres | cabana       |               | 41° 46′ 43″ N, 1° 19′ 48″ E / 41.7786115502916°N,1.32997628880533°E 589 msnm |           |                     | Modifica les dades a Wikidata |
|        | cabana del Segura      | Palouet    | cabana       |               | 41° 47′ 47″ N, 1° 20′ 49″ E / 41.7963555647674°N,1.34685925924692°E 483 msnm |           |                     | Modifica les dades a Wikidata |
|        | cabana del Sisquella   | Massoteres | cabana       |               | 41° 46′ 03″ N, 1° 20′ 25″ E / 41.7676371018667°N,1.34023427421343°E 593 msnm |           |                     | Modifica les dades a Wikidata |
|        | cabana del Tossal      | Massoteres | cabana       |               | 41° 47′ 19″ N, 1° 19′ 51″ E / 41.7885417082886°N,1.3309339949966°E 578 msnm  |           |                     | Modifica les dades a Wikidata |
|        | cabana del Viladrosa   | Massoteres | cabana       |               | 41° 48′ 15″ N, 1° 18′ 30″ E / 41.8042346968328°N,1.30840208821201°E 489 msnm |           |                     | Modifica les dades a Wikidata |
|        | cabana del Villorbina  | Talteüll   | cabana       |               | 41° 48′ 59″ N, 1° 19′ 57″ E / 41.8163309392421°N,1.33245184171659°E 487 msnm |           |                     | Modifica les dades a Wikidata |
|        | cobert del Balaguer    | Palouet    | cabana       |               | 41° 47′ 35″ N, 1° 21′ 25″ E / 41.7931673125677°N,1.35690640371224°E 511 msnm |           |                     | Modifica les dades a Wikidata |
|        | cobert del Cases       | Palouet    | cabana       |               | 41° 47′ 48″ N, 1° 21′ 07″ E / 41.7966264334603°N,1.35191941395044°E 485 msnm |           |                     | Modifica les dades a Wikidata |
|        | cobert del Comorera    | Palouet    | cabana       |               | 41° 47′ 48″ N, 1° 21′ 17″ E / 41.796745760296°N,1.35458833321936°E 498 msnm  |           |                     | Modifica les dades a Wikidata |
|        | cobert del Llúcio      | Palouet    | cabana       |               | 41° 47′ 51″ N, 1° 21′ 18″ E / 41.7975009592999°N,1.35512267052951°E 498 msnm |           |                     | Modifica les dades a Wikidata |
|        | cobert del Teixidó     | Palouet    | cabana       |               | 41° 47′ 47″ N, 1° 21′ 08″ E / 41.796288452997°N,1.35221693544859°E 487 msnm  |           |                     | Modifica les dades a Wikidata |
|        | cobert del Vives       | Massoteres | cabana       |               | 41° 47′ 40″ N, 1° 18′ 37″ E / 41.794399024072°N,1.31020134514766°E 505 msnm  |           |                     | Modifica les dades a Wikidata |
|        | corral de les Mates    | Massoteres | cabana       |               | 41° 49′ 16″ N, 1° 18′ 46″ E / 41.8210252156517°N,1.31284855559051°E 458 msnm |           | Corral de les Mates | Modifica les dades a Wikidata |
|        | corral del Prim        | Palouet    | cabana       |               | 41° 47′ 57″ N, 1° 21′ 11″ E / 41.7992903048269°N,1.35303071182302°E 486 msnm |           |                     | Modifica les dades a Wikidata |
|        | era de l'Antona        | Palouet    | cabana       | Estat: ruïnós | 41° 47′ 49″ N, 1° 21′ 44″ E / 41.7969103547199°N,1.36232324929195°E 496 msnm |           |                     | Modifica les dades a Wikidata |
|        | era de l'Antònio       | Palouet    | cabana       |               | 41° 47′ 45″ N, 1° 21′ 51″ E / 41.7959090120902°N,1.36410597208366°E 509 msnm |           |                     | Modifica les dades a Wikidata |
|        | era del Cisteller      | Massoteres | cabana       |               | 41° 47′ 33″ N, 1° 18′ 42″ E / 41.7925034858195°N,1.31175553382567°E 520 msnm |           |                     | Modifica les dades a Wikidata |
|        | era del Gràcia         | Massoteres | cabana       |               | 41° 47′ 34″ N, 1° 18′ 56″ E / 41.7926599273329°N,1.3156628483865°E 526 msnm  |           |                     | Modifica les dades a Wikidata |
|        | era del Jan            | Palouet    | cabana       |               | 41° 47′ 50″ N, 1° 21′ 34″ E / 41.7971563893869°N,1.35936816023273°E 490 msnm |           |                     | Modifica les dades a Wikidata |
|        | era del Magí           | Palouet    | cabana       |               | 41° 47′ 42″ N, 1° 21′ 18″ E / 41.7949227502474°N,1.35495993388667°E 498 msnm |           |                     | Modifica les dades a Wikidata |
|        | era del Pagès          | Massoteres | cabana       |               | 41° 47′ 38″ N, 1° 18′ 41″ E / 41.7939681572902°N,1.3115245222273°E 511 msnm  |           |                     | Modifica les dades a Wikidata |
|        | era del Prim           | Palouet    | cabana       |               | 41° 48′ 13″ N, 1° 20′ 40″ E / 41.8034982004184°N,1.34438855818796°E 462 msnm |           |                     | Modifica les dades a Wikidata |
|        | era del Ros            | Palouet    | cabana       |               | 41° 47′ 50″ N, 1° 21′ 12″ E / 41.7972403226181°N,1.35327578880089°E 495 msnm |           |                     | Modifica les dades a Wikidata |
|        | era del Rosset Xic     | Palouet    | cabana era   |               | 41° 47′ 48″ N, 1° 21′ 11″ E / 41.7967581465911°N,1.35293909308039°E 493 msnm |           |                     | Modifica les dades a Wikidata |
|        | les Cabanes            | Massoteres | cabana       |               | 41° 47′ 27″ N, 1° 19′ 04″ E / 41.7907371101281°N,1.31781928556981°E 533 msnm |           |                     | Modifica les dades a Wikidata |
|        | pallissa del Caterí    | Massoteres | cabana       |               | 41° 47′ 43″ N, 1° 18′ 57″ E / 41.7952395753917°N,1.31592025286414°E 512 msnm |           |                     | Modifica les dades a Wikidata |
|        | pallissa del Jaume     | Massoteres | cabana       |               | 41° 47′ 42″ N, 1° 18′ 36″ E / 41.7949921642958°N,1.31011354761088°E 506 msnm |           |                     | Modifica les dades a Wikidata |
|        | pallissa del Mas       | Palouet    | cabana       |               | 41° 47′ 43″ N, 1° 21′ 20″ E / 41.7953195393201°N,1.35562378224854°E 500 msnm |           |                     | Modifica les dades a Wikidata |
|        | pallissa del Soler     | Massoteres | cabana       |               | 41° 47′ 49″ N, 1° 18′ 31″ E / 41.7968264280065°N,1.30868121880524°E 502 msnm |           |                     | Modifica les dades a Wikidata |
|        | pallissa del Verders   | Talteüll   | cabana       |               | 41° 49′ 05″ N, 1° 19′ 50″ E / 41.8179768433503°N,1.33043459002811°E 479 msnm |           |                     | Modifica les dades a Wikidata |
|        | pallissa del Viladrosa | Talteüll   | cabana       | Estat: ruïnós | 41° 49′ 03″ N, 1° 19′ 40″ E / 41.817536°N,1.32782°E 479 msnm                 |           |                     | Modifica les dades a Wikidata |

## casa
| imatge | Nom                                   | Ubicat a   | instància de | Detalls                                  | coordenades                                                                           | Protecció                                  | Commons (més fotos)                     | Dades a WD                    |
| ------ | ------------------------------------- | ---------- | ------------ | ---------------------------------------- | ------------------------------------------------------------------------------------- | ------------------------------------------ | --------------------------------------- | ----------------------------- |
|        | Cal Comorera                          | Palouet    | casa         | Estil: arquitectura popular 17th century | 41° 47′ 48″ N, 1° 21′ 25″ E / 41.796697°N,1.357021°E ca:Pl. Sant Jaume, 2 502 msnm    | bé integrant del patrimoni cultural català | Cal Comorera                            | Modifica les dades a Wikidata |
|        | Cal Joan Senillosa                    | Massoteres | casa         | Estil: arquitectura popular              | 41° 47′ 52″ N, 1° 18′ 38″ E / 41.797834°N,1.310445°E 499 msnm                         | bé integrant del patrimoni cultural català | Cal Joan Senillosa                      | Modifica les dades a Wikidata |
|        | Cal Pintor                            | Massoteres | casa         | Estil: arquitectura popular              | 41° 47′ 52″ N, 1° 18′ 40″ E / 41.797801°N,1.311216°E ca:Carrer Principal, 10 501 msnm | bé cultural d'interès local                | Cal Pintor (Massoteres)                 | Modifica les dades a Wikidata |
|        | Cal Soler de Massoteres               | Massoteres | casa         | Estil: arquitectura popular              | 41° 47′ 53″ N, 1° 18′ 38″ E / 41.7981°N,1.31066°E 501 msnm                            | bé cultural d'interès local                | Cal Soler de Massoteres                 | Modifica les dades a Wikidata |
|        | Cal Xuriguera de Palouet              | Palouet    | casa         | Estil: arquitectura popular              | 41° 47′ 48″ N, 1° 21′ 25″ E / 41.796679°N,1.356862°E 502 msnm                         | bé integrant del patrimoni cultural català | Cal Xuriguera                           | Modifica les dades a Wikidata |
|        | edifici a la carretera de Guissona, 4 | Massoteres | casa         | Estil: arquitectura popular              | 41° 47′ 49″ N, 1° 18′ 40″ E / 41.796853°N,1.311096°E 503 msnm                         | bé integrant del patrimoni cultural català | Carretera de Guissona, 4, de Massoteres | Modifica les dades a Wikidata |
|        | edifici al carrer Principal, 2        | Massoteres | casa         | Estil: arquitectura popular              | 41° 47′ 52″ N, 1° 18′ 38″ E / 41.797759°N,1.310567°E 500 msnm                         | bé integrant del patrimoni cultural català | Carrer Principal, 2, de Massoteres      | Modifica les dades a Wikidata |

## edifici
| imatge | Nom                    | Ubicat a | instància de | Detalls                     | coordenades                                                   | Protecció                                  | Commons (més fotos)        | Dades a WD                    |
| ------ | ---------------------- | -------- | ------------ | --------------------------- | ------------------------------------------------------------- | ------------------------------------------ | -------------------------- | ----------------------------- |
|        | Antic Forn de Pa       | Palouet  | edifici      | Estil: arquitectura popular | 41° 47′ 49″ N, 1° 21′ 25″ E / 41.7969°N,1.35704°E 503 msnm    | bé cultural d'interès local                | Antic Forn de Pa (Palouet) | Modifica les dades a Wikidata |
|        | Antic Forn de Talteüll | Talteüll | edifici      | Estil: arquitectura popular | 41° 49′ 10″ N, 1° 19′ 43″ E / 41.819342°N,1.328494°E 479 msnm | bé integrant del patrimoni cultural català | Antic Forn de Talteüll     | Modifica les dades a Wikidata |

## entitat singular de població
| imatge | Nom        | Ubicat a   | instància de                                   | Detalls | coordenades                                                                | Protecció | Commons (més fotos)   | Dades a WD                    |
| ------ | ---------- | ---------- | ---------------------------------------------- | ------- | -------------------------------------------------------------------------- | --------- | --------------------- | ----------------------------- |
|        | Massoteres | Massoteres | entitat singular de població capital municipal | 171 hab | 41° 47′ 52″ N, 1° 18′ 39″ E / 41.797647°N,1.310739°E 499 msnm              |           |                       | Modifica les dades a Wikidata |
|        | Palouet    | Massoteres | entitat singular de població                   | 32 hab  | 41° 47′ 49″ N, 1° 21′ 24″ E / 41.79694444°N,1.35666667°E 503 msnm          |           | Palouet               | Modifica les dades a Wikidata |
|        | Talteüll   | Massoteres | entitat singular de població                   | 9 hab   | 41° 49′ 09″ N, 1° 19′ 42″ E / 41.819166666667°N,1.3283333333333°E 481 msnm |           | Talteüll (Massoteres) | Modifica les dades a Wikidata |

## església
| imatge | Nom                                     | Ubicat a   | instància de                 | Detalls                                   | coordenades | Protecció                                                  | Commons (més fotos)                 | Dades a WD                    |
| ------ | --------------------------------------- | ---------- | ---------------------------- | ----------------------------------------- | --- | ---------------------------------------------------------- | ----------------------------------- | ----------------------------- |
|        | Mare de Déu del Roser de Solibernat     | Massoteres | església capella             | Estat: ruïnós                             | 41° 48′ 42″ N, 1° 22′ 11″ E / 41.8115330822252°N,1.36964348222671°E ca:Masia de Solibernat 457 msnm                        |                                                            | Mare de Déu del Roser de Solibernat | Modifica les dades a Wikidata |
|        | Sant Pere de Talteüll                   | Talteüll   | església                     | Estil: arquitectura romànica 11st century | 41° 49′ 09″ N, 1° 19′ 43″ E / 41.8191°N,1.32858°E ca:Plaça Major 481 msnm                                                  | bé cultural d'interès local bé cultural d'interès nacional | Sant Pere de Talteüll               | Modifica les dades a Wikidata |
|        | Sant Salvador de Massoteres             | Massoteres | església església parroquial | Estil: arquitectura barroca 18th century  | 41° 47′ 52″ N, 1° 18′ 39″ E / 41.7977°N,1.31081°E ca:Pl. Diputació 499 msnm                                                | bé cultural d'interès local                                | Sant Salvador de Massoteres         | Modifica les dades a Wikidata |
|        | Sant Simeó de Massoteres                | Massoteres | església                     | Estil: arquitectura romànica 11st century | 41° 47′ 49″ N, 1° 18′ 41″ E / 41.79706°N,1.311392°E ca:C. Cementiri 506 msnm                                               | bé cultural d'interès local                                | Sant Simeó de Massoteres            | Modifica les dades a Wikidata |
|        | Santuari de la Mare de Déu de Camp-real | Massoteres | església                     | Estil: arquitectura popular 14th century  | 41° 48′ 23″ N, 1° 19′ 11″ E / 41.806259°N,1.319616°E ca:Passat el Bonàrea Golf de Guissona, a 300 metres pel camí 456 msnm | bé cultural d'interès local                                | Mare de Déu de Camp-real            | Modifica les dades a Wikidata |

## granja
| imatge | Nom                   | Ubicat a   | instància de | Detalls | coordenades                                                                  | Protecció | Commons (més fotos) | Dades a WD                    |
| ------ | --------------------- | ---------- | ------------ | ------- | ---------------------------------------------------------------------------- | --------- | ------------------- | ----------------------------- |
|        | Granges del Bosc      | Talteüll   | granja       |         | 41° 48′ 59″ N, 1° 19′ 48″ E / 41.816348581425°N,1.32994714899035°E 493 msnm  |           |                     | Modifica les dades a Wikidata |
|        | Granja de l'Alsina    | Palouet    | granja       |         | 41° 47′ 35″ N, 1° 21′ 36″ E / 41.7931770379469°N,1.36010753673913°E 500 msnm |           |                     | Modifica les dades a Wikidata |
|        | Granja de la Bàscula  | Massoteres | granja       |         | 41° 48′ 27″ N, 1° 18′ 17″ E / 41.8073699609991°N,1.30480452678823°E 467 msnm |           |                     | Modifica les dades a Wikidata |
|        | Granja del Ponç       | Massoteres | granja       |         | 41° 48′ 21″ N, 1° 18′ 13″ E / 41.8058117879694°N,1.3035816656269°E 476 msnm  |           |                     | Modifica les dades a Wikidata |
|        | Granja del Pujol      | Massoteres | granja       |         | 41° 47′ 53″ N, 1° 18′ 49″ E / 41.7979712153899°N,1.31364610623033°E 491 msnm |           |                     | Modifica les dades a Wikidata |
|        | Granja del Vidal      | Massoteres | granja       |         | 41° 47′ 58″ N, 1° 18′ 16″ E / 41.7994936781878°N,1.30449461291177°E 506 msnm |           |                     | Modifica les dades a Wikidata |
|        | Granja del Villorbina | Talteüll   | granja       |         | 41° 48′ 56″ N, 1° 19′ 49″ E / 41.8156609407284°N,1.33035028073466°E 481 msnm |           |                     | Modifica les dades a Wikidata |

## masia
| imatge | Nom              | Ubicat a   | instància de | Detalls       | coordenades                                                                  | Protecció | Commons (més fotos)    | Dades a WD                    |
| ------ | ---------------- | ---------- | ------------ | ------------- | ---------------------------------------------------------------------------- | --------- | ---------------------- | ----------------------------- |
|        | Cal Girald       | Talteüll   | masia        |               | 41° 49′ 11″ N, 1° 20′ 27″ E / 41.819786°N,1.340759°E 417 msnm                |           |                        | Modifica les dades a Wikidata |
|        | Cornudella       | Massoteres | masia        |               | 41° 48′ 31″ N, 1° 18′ 23″ E / 41.808478298736°N,1.3062809343564°E 486 msnm   |           |                        | Modifica les dades a Wikidata |
|        | Espona           | Palouet    | masia        |               | 41° 47′ 32″ N, 1° 20′ 15″ E / 41.792307°N,1.33762°E 536 msnm                 |           |                        | Modifica les dades a Wikidata |
|        | Mas Corralot     | Talteüll   | masia        |               | 41° 48′ 46″ N, 1° 19′ 40″ E / 41.812833377414°N,1.32790759750382°E 462 msnm  |           |                        | Modifica les dades a Wikidata |
|        | Mas d'en Torres  | Palouet    | masia        |               | 41° 48′ 01″ N, 1° 20′ 38″ E / 41.8001683825055°N,1.34394468432102°E 495 msnm |           |                        | Modifica les dades a Wikidata |
|        | Mas de Farell    | Massoteres | masia        |               | 41° 48′ 22″ N, 1° 18′ 03″ E / 41.8060960497161°N,1.3008777312568°E 495 msnm  |           |                        | Modifica les dades a Wikidata |
|        | Mas de les Mates | Massoteres | masia        |               | 41° 49′ 19″ N, 1° 18′ 55″ E / 41.822035°N,1.315402°E 463 msnm                |           | Mas de les Mates       | Modifica les dades a Wikidata |
|        | Senillosa        | Massoteres | masia        | Estat: ruïnós | 41° 48′ 45″ N, 1° 21′ 36″ E / 41.812628°N,1.360013°E 448 msnm                |           | Senillosa (Massoteres) | Modifica les dades a Wikidata |
|        | Solibernat       | Massoteres | masia        | Estat: ruïnós | 41° 48′ 42″ N, 1° 22′ 10″ E / 41.8118021564418°N,1.36956442477846°E 457 msnm |           | Solibernat             | Modifica les dades a Wikidata |
|        | la Caseta        | Massoteres | masia        | Estat: ruïnós | 41° 49′ 06″ N, 1° 20′ 57″ E / 41.818199°N,1.349208°E 418 msnm                |           | La Caseta de Bon Pas   | Modifica les dades a Wikidata |
|        | la Codina        | Talteüll   | masia        |               | 41° 49′ 26″ N, 1° 19′ 43″ E / 41.823761°N,1.328537°E 424 msnm                |           |                        | Modifica les dades a Wikidata |
|        | la Masuca        | Massoteres | masia        |               | 41° 48′ 51″ N, 1° 19′ 02″ E / 41.814301°N,1.317087°E 448 msnm                |           | La Masuca (Massoteres) | Modifica les dades a Wikidata |
|        | la Torreta       | Massoteres | masia        |               | 41° 48′ 27″ N, 1° 19′ 06″ E / 41.8075949404732°N,1.31826904550464°E 463 msnm |           |                        | Modifica les dades a Wikidata |
|        | les Pletes       | Massoteres | masia        |               | 41° 48′ 16″ N, 1° 20′ 22″ E / 41.804547°N,1.339387°E 469 msnm                |           |                        | Modifica les dades a Wikidata |

## muntanya
| imatge | Nom                     | Ubicat a           | instància de | Detalls | coordenades                                                   | Protecció | Commons (més fotos)     | Dades a WD                    |
| ------ | ----------------------- | ------------------ | ------------ | ------- | ------------------------------------------------------------- | --------- | ----------------------- | ----------------------------- |
|        | Costes de Palou         | Massoteres         | muntanya     |         | 41° 46′ 53″ N, 1° 20′ 34″ E / 41.7814°N,1.34267°E 628 msnm    |           |                         | Modifica les dades a Wikidata |
|        | Tossal Gros             | Massoteres         | muntanya     |         | 41° 45′ 55″ N, 1° 20′ 16″ E / 41.7652°N,1.33768°E 612 msnm    |           |                         | Modifica les dades a Wikidata |
|        | Tossal de la Vella      | Massoteres         | muntanya     |         | 41° 47′ 16″ N, 1° 20′ 06″ E / 41.78781°N,1.335118°E 601 msnm  |           |                         | Modifica les dades a Wikidata |
|        | Tossal del Mas de Nadal | Sanaüja Massoteres | muntanya     |         | 41° 49′ 32″ N, 1° 19′ 02″ E / 41.825562°N,1.317351°E 526 msnm |           | Tossal del Mas de Nadal | Modifica les dades a Wikidata |

## vèrtex geodèsic
| imatge | Nom             | Ubicat a   | instància de    | Detalls   | coordenades                                                       | Protecció | Commons (més fotos) | Dades a WD                    |
| ------ | --------------- | ---------- | --------------- | --------- | ----------------------------------------------------------------- | --------- | ------------------- | ----------------------------- |
|        | Costas de Palou | Massoteres | vèrtex geodèsic | Alt: 1.2m | 41° 46′ 53″ N, 1° 20′ 34″ E / 41.781475°N,1.342903°E 629.895 msnm |           |                     | Modifica les dades a Wikidata |
|        | Mas de Nadal    | Massoteres | vèrtex geodèsic | Alt: 1.2m | 41° 49′ 32″ N, 1° 19′ 02″ E / 41.825575°N,1.317353°E 526.715 msnm |           |                     | Modifica les dades a Wikidata |

## Misc
| imatge | Nom                             | Ubicat a                                  | instància de            | Detalls                                        | coordenades | Protecció                                            | Commons (més fotos)         | Dades a WD                    |
| ------ | ------------------------------- | ----------------------------------------- | ----------------------- | ---------------------------------------------- | --- | ---------------------------------------------------- | --------------------------- | ----------------------------- |
|        | Castell de Talteüll             | Talteüll                                  | castell                 | Estil: arquitectura romànica 11st century      | 41° 49′ 10″ N, 1° 19′ 42″ E / 41.8194°N,1.32833°E ca:Carrer Major 488 msnm                                                         | bé d'interès cultural bé cultural d'interès nacional | Castell de Talteüll         | Modifica les dades a Wikidata |
|        | Llobregós                       | Segarra Anoia Noguera província de Lleida | curs d'aigua            | Desemboca: Segre Llarg: 36.7km Conca: 609.7km² | 41° 47′ 14″ N, 1° 34′ 13″ E / 41.78720111111111°N,1.5703588888888889°E 41° 55′ 05″ N, 1° 10′ 27″ E / 41.91796694444445°N,1.17404°E |                                                      | Llobregós                   | Modifica les dades a Wikidata |
|        | Sant Jaume de Palouet           | Palouet                                   | església parroquial     | Estil: arquitectura romànica 12nd century      | 41° 47′ 48″ N, 1° 21′ 26″ E / 41.7966°N,1.35722°E ca:Pl. l'Església 502 msnm                                                       | bé cultural d'interès local                          | Sant Jaume de Palouet       | Modifica les dades a Wikidata |
|        | casa consistorial de Massoteres | Massoteres                                | casa consistorial       |                                                | 41° 47′ 51″ N, 1° 18′ 38″ E / 41.7974665°N,1.3105835°E                                                                             |                                                      |                             | Modifica les dades a Wikidata |
|        | creu de terme                   | Massoteres                                | creu de terme           | Estil: arquitectura popular                    | 41° 47′ 38″ N, 1° 18′ 21″ E / 41.793776°N,1.30584°E ca:Ctra. de Massoteres a Guissona, a 500 m. del poble 510 msnm                 | bé integrant del patrimoni cultural català           | Creu de terme de Massoteres | Modifica les dades a Wikidata |
|        | font de la Puig                 | Massoteres                                | font                    | Estil: arquitectura popular                    | 41° 48′ 00″ N, 1° 18′ 36″ E / 41.800099°N,1.31011°E 482 msnm                                                                       | bé integrant del patrimoni cultural català           | Font de la Puig             | Modifica les dades a Wikidata |
|        | pantà de Palouet                | Massoteres                                | zona humida Ús: regadiu | Superfície: 2.26ha                             | 41° 47′ 29″ N, 1° 21′ 15″ E / 41.7914°N,1.35405°E 488 msnm                                                                         |                                                      | Pantà de Palouet            | Modifica les dades a Wikidata |